# Římské protokoly
Římské protokoly (neboli Římský triangl či Římský pakt) byly vzájemnou smlouvou Itálie, Maďarska a Rakouska.

## Protokoly
Podepsány byly celkově 3 protokoly:
- 1. Protokol o politické spolupráci a  vzájemných konzultacích.
- 2. Protokol o italsko-rakouské obchodní dohodě.
- 3. Protokol o snížení cen rakouského průmyslového zboží v Itálii.

K oficiálnímu podpisu došlo v Římě 17. března 1934. Signatářem na italské straně byl Benito Mussolini, dále pak protokoly podepsal  maďarský předseda vlády Gyula Gömbös a rakouský kancléř Engelbert Dollfuß.
Protokoly byly snahou Itálie o vytvoření velmocenské sféry vlivu na sever od svých hranic. Jejím záměrem  bylo oslabit státy Malé Dohody. Na straně Maďarska a Rakouska byla snaha dosáhnout revize potupných Pařížských mírových smluv. Budoucí užší vzájemný vztah mezi Itálií a Německem však tyto záměry znehodnotil, takže se Římské protokoly nestaly zamýšlenou základnou pro vybudování reálného mocenského bloku v Podunají pod italským vedením, které Mussolini označil za "evropské zázemí Itálie".